# Salvia tomentella
Salvia tomentella là một loài thực vật có hoa trong họ Hoa môi. Loài này được Pohl miêu tả khoa học đầu tiên năm 1833.